# Mirza, a mulher vampiro
Mirza, a Mulher Vampiro é uma personagem brasileira de histórias em quadrinhos (ou banda desenhada em Portugal) criada por Eugênio Colonnese em 1967. Suas histórias pertencem ao gênero horror, que estava em voga durante a década de 60 no Brasil.
A principal marca das histórias de Mirza é sua sensualidade, ousada em comparação com os padrões de sua época.
A personagem teve edições especiais publicadas pelas editoras Escala, Opera Graphica e Mythos, além de uma história em comemoração aos 40 anos de sua criação publicada na revista Wizmania #51 da Panini Comics em Dezembro de 2007.
A personagem foi publicada em dois álbuns da Coleção Opera Brasil: A Última Missão de Watson Portela, que apresenta um crossover como outros personagens de Colonnese como o Morto do Pântano e os super-heróis X-Man, Superargo, Pele de Cobra, Gato e Mylar e em Mirza, a Vampira pelo próprio Colonnese.
Em 2009, Mirza serviu de modelo para o 21º Troféu HQ Mix

## A História de Mirza
Mirela Zamanova é a sétima filha de um nobre polonês cuja linhagem foi amaldiçoada. Durante um incidente no qual quase foi estuprada pelo namorado da irmã, a maldição de sua família a transformou em uma vampira. Após a transformação adotou o nome de Mirza e passou a errar pelas grandes metrópoles do mundo, onde constantemente esbarrava com outros seres sobrenaturais, tanto hostis quanto amigáveis. Quando lhe convém se passa por modelo profissional e é sempre auxiliada por seu criado corcunda Brooks.